# Kadiogo FC
Petrosport Football Club w skrócie Petrosport FC – nieistniejący już burkiński klub piłkarski grający niegdyś w burkińskiej pierwszej lidze, mający siedzibę w mieście Wagadugu.

## Sukcesy
- Puchar Zdobywców Pucharów[1]:
  - półfinał (1): 1980.

## Występy w afrykańskich pucharach
| Sezon | Rozgrywki                 | Runda       | Kraj         | Klub                       | Dom | Wyjazd | Dwumecz      |
| ----- | ------------------------- | ----------- | ------------ | -------------------------- | --- | ------ | ------------ |
| 1977  | Puchar Zdobywców Pucharów | 1           | Niger        | Liberté FC                 | 6–1 | 1–1    | 7–2          |
| 1977  | Puchar Zdobywców Pucharów | 2           | Gwinea       | AS Kaloum Star             | 2–1 | 1–1    | 3–2          |
| 1977  | Puchar Zdobywców Pucharów | ćwierćfinał | Kamerun      | Canon Jaunde               | 2–1 | 1–4    | 3–5          |
| 1979  | Puchar Zdobywców Pucharów | 1           | Ghana        | Asante Kotoko SC           | 1–0 | 0–1    | 1–1 (k. 4–2) |
| 1979  | Puchar Zdobywców Pucharów | 2           | Benin        | Requins de l’Atlantique FC | 3–1 | 1–1    | 4–2          |
| 1979  | Puchar Zdobywców Pucharów | ćwierćfinał | Kenia        | Gor Mahia                  | 1–2 | 1–2    | 2–4          |
| 1980  | Puchar Zdobywców Pucharów | 1           | Sierra Leone | Wusum Stars                | 4–1 | 1–4    | 5–5 (k. 4–2) |
| 1980  | Puchar Zdobywców Pucharów | 2           | Tunezja      | Espérance Tunis            | –   | –      | –            |
| 1980  | Puchar Zdobywców Pucharów | ćwierćfinał | Kenia        | Ramogi United FC           | 3–0 | 1–0    | 4–0          |
| 1980  | Puchar Zdobywców Pucharów | półfinał    | Zair         | TP Mazembe                 | 2–2 | 0–1    | 2–3          |
| 1981  | Puchar Zdobywców Pucharów | 1           | Togo         | AC Semassi FC              | 3–2 | 1–2    | 4–4          |

## Stadion
Domowe mecze klub rozgrywał na stadionie o nazwie Stade de Kadiogo w Wagadugu. Stadion może pomieścić 15000 widzów.